# Tiny Terry's Turbo Trip
Tiny Terry's Turbo Trip is een openwereld-actiespel ontwikkeld door de Nederlandse computerspelontwikkelaar Lars Korendijk, opererend onder de naam "snekflat". Het spel werd uitgegeven door Super Rare Originals en verscheen op 30 mei 2024 voor pc en op 13 februari 2025 voor de PlayStation 5 en Nintendo Switch.

## Spelverloop[1][2]
Tiny Terry's Turbo Trip volgt het verhaal van Tiny Terry, een tiener die tijdens de zomervakantie zijn studie aan de zomerschool negeert om zijn droom na te jagen: met een taxi de ruimte in rijden. Om dit te realiseren, bemachtigt hij een taxi door een baan te verkrijgen bij een taxibedrijf, zonder de intentie om daadwerkelijk als taxichauffeur te werken.
Het doel van Terry is om zijn taxi zodanig te upgraden dat deze in staat is om via een hoge toren in het midden van de stad de zwaartekracht van de aarde te overwinnen. Om dit te bereiken, verzamelt hij "turboschroot," een materiaal dat verspreid is over de stad en dat kan worden ingeruild bij een monteur voor upgrades. Gedurende zijn avontuur verkent de speler de open wereld van Sprankelwater, waar verschillende niet-speelbare personages opdrachten geven. Deze missies variëren van het verzamelen van specifieke voorwerpen tot het uitvoeren van eenvoudige taken.
Naast de hoofdmissies kunnen spelers deelnemen aan optionele activiteiten, zoals voetbal, schatten opgraven en insecten vangen. De spelstructuur moedigt vrije exploratie aan, waarbij spelers aanwijzingen ontvangen die hen stimuleren om zelf locaties en personages te ontdekken.

## Ontwikkeling en uitgave
Het spel werd met Unity ontwikkeld door Lars Korendijk, een Nederlandse zelfstandige computerspelontwikkelaar die verantwoordelijk was voor vrijwel alle aspecten van het spel, met uitzondering van de muziek, die is gecomponeerd door Thomas de Waard. Korendijks filosofie richt zich op het creëren van "bizarre werelden," waarbij hij streeft naar een spelervaring waarin spelers het gevoel krijgen daadwerkelijk deel uit te maken van die wereld. De ontwikkeling van het spel werd geïnspireerd door verschillende titels, waaronder Grand Theft Auto, Yakuza, A Short Hike en The Simpsons: Hit & Run, waarbij de invloed van The Simpsons: Hit & Run vooral terug te vinden is in de gameplay.
Tiny Terry's Turbo Trip werd op 30 mei 2024 uitgebracht voor Windows via Steam door Super Rare Originals. De PlayStation 5- en Nintendo Switch-versies staan gepland voor uitgave op 13 februari 2025.

## Ontvangst
Tiny Terry's Turbo Trip werd over het algemeen positief ontvangen door recensenten, die vooral lof hadden voor de humor, unieke visuele stijl en gameplay. De gameplay werd geprezen om de vrijheid die spelers hebben om de spelwereld te verkennen en missies op eigen tempo te voltooien. Daarnaast werden de personages in Sprankelwater, elk met hun unieke persoonlijkheden, als een sterk punt genoemd.
Niet alle aspecten werden positief ontvangen. Sommigen bekritiseerden het gebrek aan uitdaging en diepgang, terwijl anderen de gameplay repetitief vonden, vooral voor spelers die alle achievements wilden behalen. Daarnaast werd de besturing van de auto door enkele recensenten als stroef ervaren.
Ondanks deze kritiekpunten werd Tiny Terry's Turbo Trip genomineerd voor meerdere prijzen bij de Dutch Game Awards van 2024, waaronder 'Best Game', 'Best Art', en 'Best Game Design'.